# POP屋
POP屋（ぽっぷや）は、岐阜放送で毎週土曜日の22:00～24:00に放送されていた音楽とトークの番組である。2001年4月～2008年7月。

## コーナー
2008年4月から新コーナー
［オネダリーナ］一応は、リクエストコーナーだがセリフもOK？
［ｻﾝﾄﾗﾏﾐｰ!サントラで行こう！］サントラの紹介！
［カミングチューン］ お薦めのアルバム紹介？
［セモモユウコ］ 半分？いつもの［百瀬優子］が垣間見える日常への愚痴り？
その他：増床して営業中！
迷物コーナー「ももちゃん劇場」は、独特の独り芝居！（最近、お婆ちゃんの登場多い？）

## 放送時間
- 土曜日　22:00～24:00（～日曜 0:00）

## 出演者
- 鶴田正人（2007年10月から）
- 百瀬優子

### 過去の出演者
- 井上典幸（～2004年3月）ポッパーズ･ナイト木曜担当へ
- 広瀬隆（～2007年9月）